# دل يونغ
دل يونغ (بالإنجليزية: Del Young)‏ هو لاعب كرة قاعدة أمريكي، ولد في 11 مايو 1912 في كليفلاند في الولايات المتحدة، وتوفي في 8 ديسمبر 1979 في سان فرانسيسكو في الولايات المتحدة.

## وصلات خارجية
- دل يونغ على موقعبيزبول رفرنس.كوم (الدوري الرئيسي) (الإنجليزية)
- دل يونغ على موقعبيزبول رفرنس.كوم (الدوري الثانوي) (الإنجليزية)